# Kutas László
Kutas László (Budapest, 1936. április 17. – Budapest, 2023. szeptember 12.) Kossuth-díjas magyar szobrász, éremművész.

## Életpályája

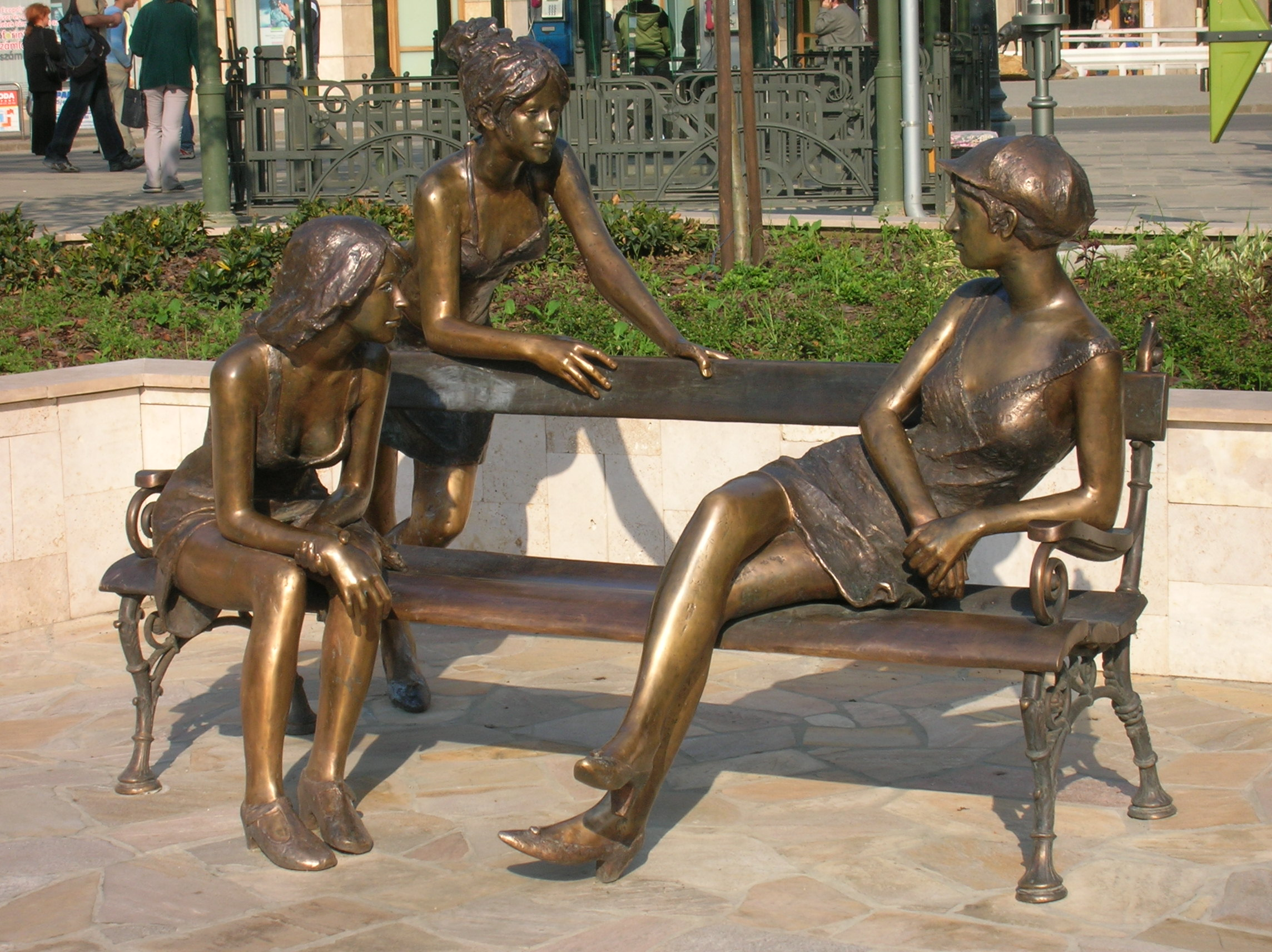
Kutas László: Miskolci lányok

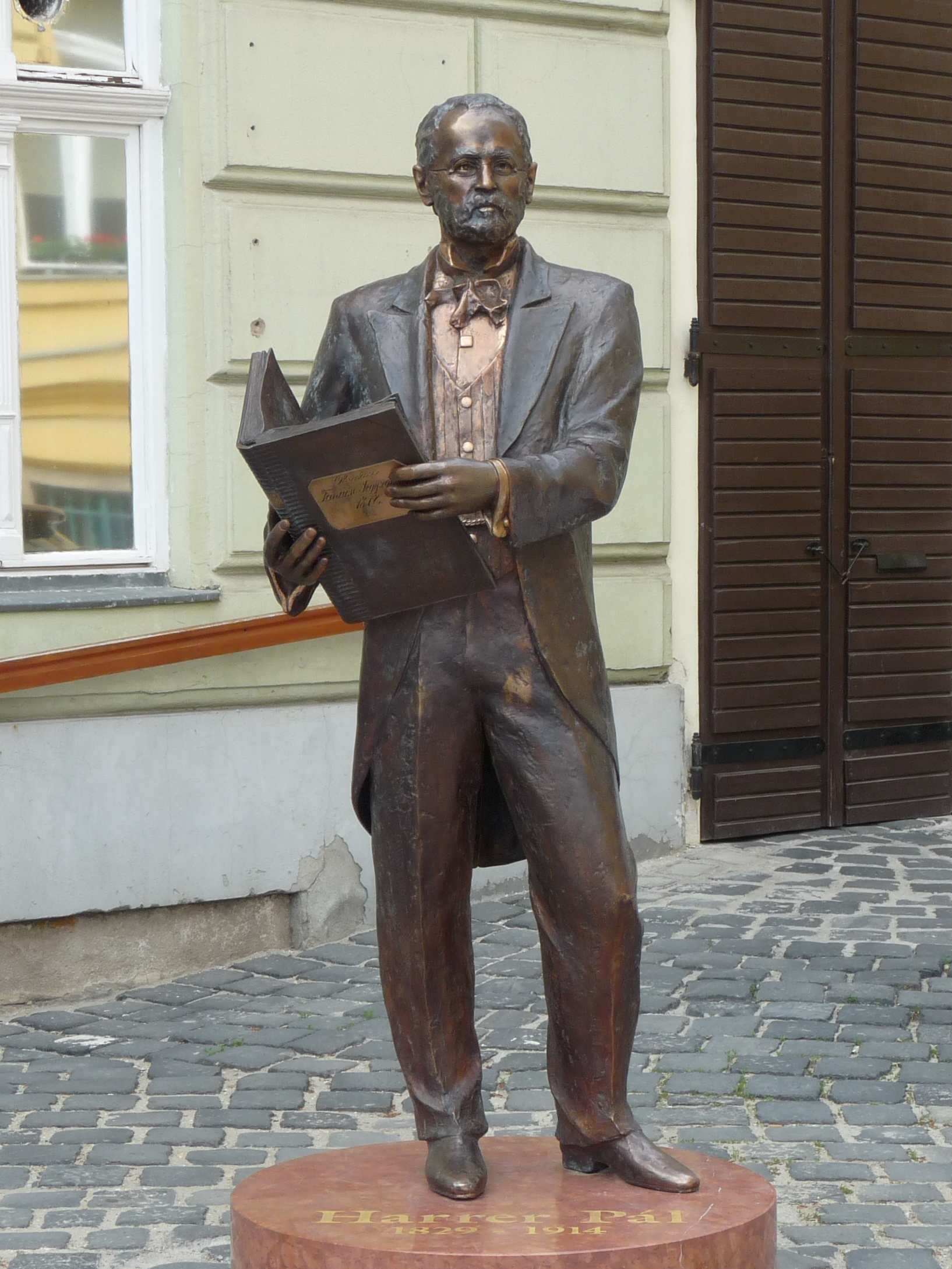
Harrer Pál életnagyságú bronzszobra

1946 és 1952 között a budapesti református gimnáziumba járt.
1952 és 1954 között Ágoston Ernő szabadiskolájában tanult, Sopronban. 1954-ben érettségizett a soproni Berzsenyi Dániel Gimnáziumban. 1954-től 1960-ig Gyenes Tamás, majd Pátzay Pál növendéke volt a Képzőművészeti Főiskolán. 1983 óta tagja a ravennai Dante-biennále nemzetközi zsűrijének.
Stílusa a realista hagyományokra épül, művei – a témától függően – nem nélkülözik a finom humort sem. Számos műve köztéren valósult meg, illetve magángyűjteményekben található.
Mindvégig dolgozott, egészsége megromlása után, több betegségtől kínoztatva sem hagyott fel a munkával.
Utolsó, megvalósult köztéri szobra a Ravasz Lászlóról készült alkotás volt.

## Családja
Anyai oldalról a Podmaniczky családból származik. Ükapja Podmaniczky Károly, dédapja Podmaniczky Ármin (Frigyes fivére), nagyapja Podmaniczky Pál, édesanyja Podmaniczky Márta volt). Felesége Hoffmann Henriette festőművész, két lányuk született: Ágnes, grafikus és Diana, látványtervező.

## Köztéri művei (válogatás)
- Murmann Sámuel emléktáblája, Sopron
- Podmaniczky Frigyes emléktáblája, Budapest
- Erőltetett menet, Szerb Antal emlékhely, Balf, Winkler Barnabással
- II. Rákóczi Ferenc bronz mellszobra, Piliscsaba, Klotild tér
- Kálvin János mellszobra, Kecskemét és Csurgó
- A soproni németek kitelepítése 1946. emlékmű, Sopron[4]
- Petőfi Sándor mellszobra, Kijev, Vorovszkij utca[5]
- Harrer Pál szobra, Óbuda[6]
- Miskolci lányok, Miskolc, Szinva terasz
- Sándor István domborműves emléktáblája, Kecskemét, 2006
- Ravasz László református püspök egész alakos szobra, Leányfalu, 2022.

Kutas László 100 alkotásának leírása és képe a Köztérkép.hu oldalán.

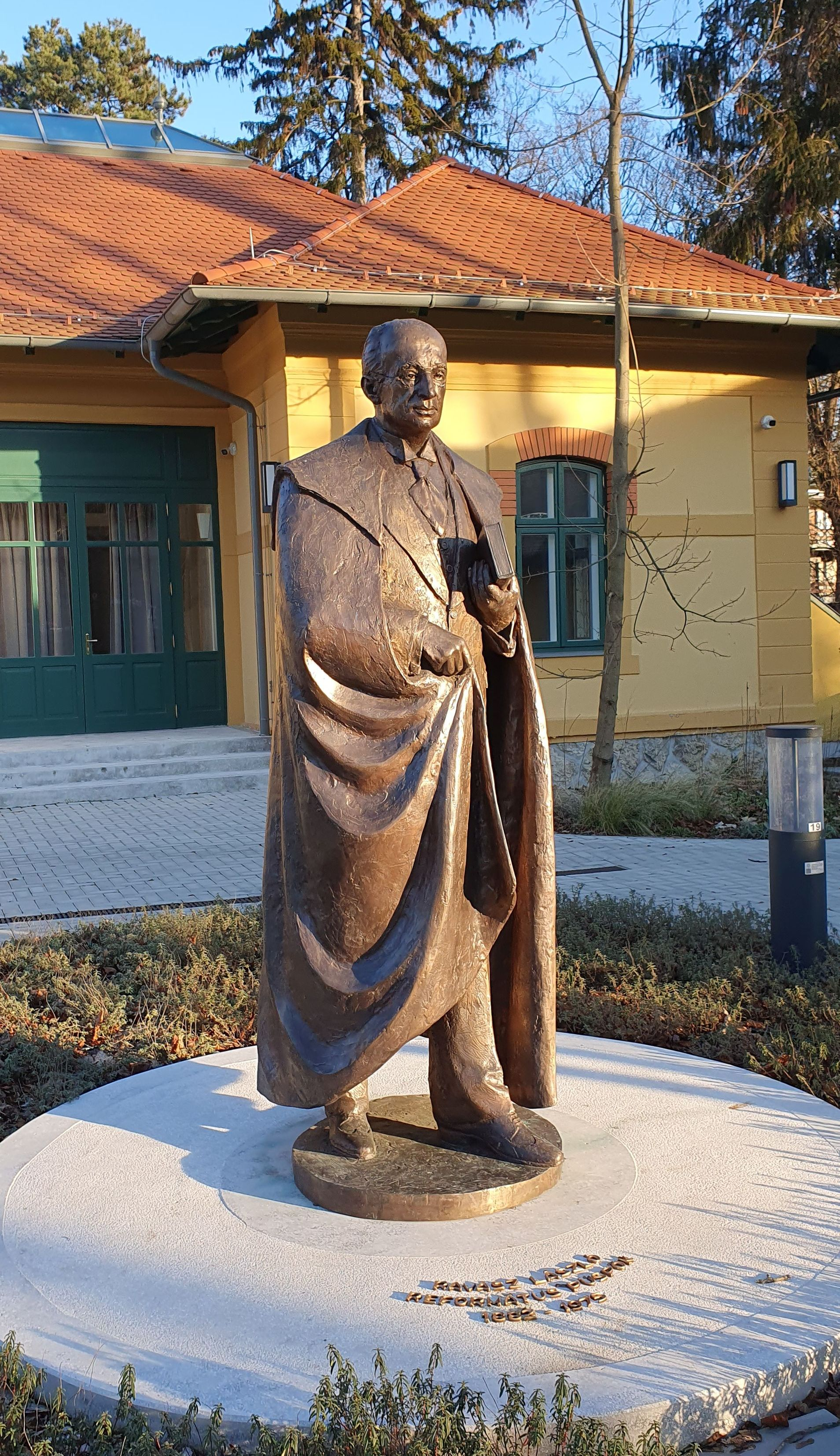
Ravasz László püspök szobra Leányfalun, 2023-ban

## Érmei
A Magyar Nemzeti Bank számos emlékpénzt bocsátott ki tervei alapján.
- Eötvös József-díj kisplasztikája
- Emlékérem a Ravasz László Emlékház megyitására

## Díjai, elismerései
- Firenzei érempályázat, 1. díj (1974)
- Ezüstgerely pályázat különdíja (1975)
- Polgármester ezüstérme, Ravenna (1979)
- Országos Érembiennále, Roisz Vilmos Alapítvány vásárlási díja (1991, 1995)
- Pro Kultúra Sopron-díj (2003) (a városban elhelyezett 17 köztéri munkáért)
- A Magyar Köztársasági Érdemrend lovagkeresztje (2009)
- Wiesenthal-díj (2012)
- Ezüstgerely pályázat, különdíj (2020) (Pihenő bringás, Artisták)[8]
- Kossuth-díj (2023)

## Egyéni kiállításai
- 1971 Budapest, Madách Színház
- 1975 Bécsújhely, Galerie 9
- 1980, 1983, 1985 Regensburg, BfG galéria
- 1984 Budapest, Dürer-terem
- 1986 Tokió, Kódansa Galéria
- 1987 Hamburg, Mensch Galéria
- 1989 Hamburg, Raum und Kunst Galéria
- 1990 Brüsszel, Carmen de Pelichi galériája
- 1991 Varsói Magyar Intézet
- 1993 Grevenbroich, kórházgaléria
- 1994 Budavári Palota, OSZK folyosógaléria
- 1994 Amszterdam, Kunsthandel P. Breughel
- 1995 Northeim, Kreissparkasse Galéria
- 1996 Venlo, Pieter Breughel Galéria
- 1997 Sopron, Festőterem
- 1999 Helsinki, Diana Galéria
- 2000 Kiskőrösi Petőfi Múzeum
- 2001 Veszprém, Helyőrségi Művelődési Otthon
- 2002 Eger, Kálvin-ház
- 2003 Vác, Városi könyvtár; Sopron, Mühl Aladár-terem
- 2022. Leányfalu, Ravasz László Emlékház

## Kutas Galériák
- Szentendre, Duna Korzó 10.
- Budapest, V. Dorottya u. 3.